# 嘉義天后宮
嘉義天后宮，是一座位在臺灣嘉義市東區，主祀天上聖母三媽龍神（即玉三聖母）的媽祖廟。

## 歷史

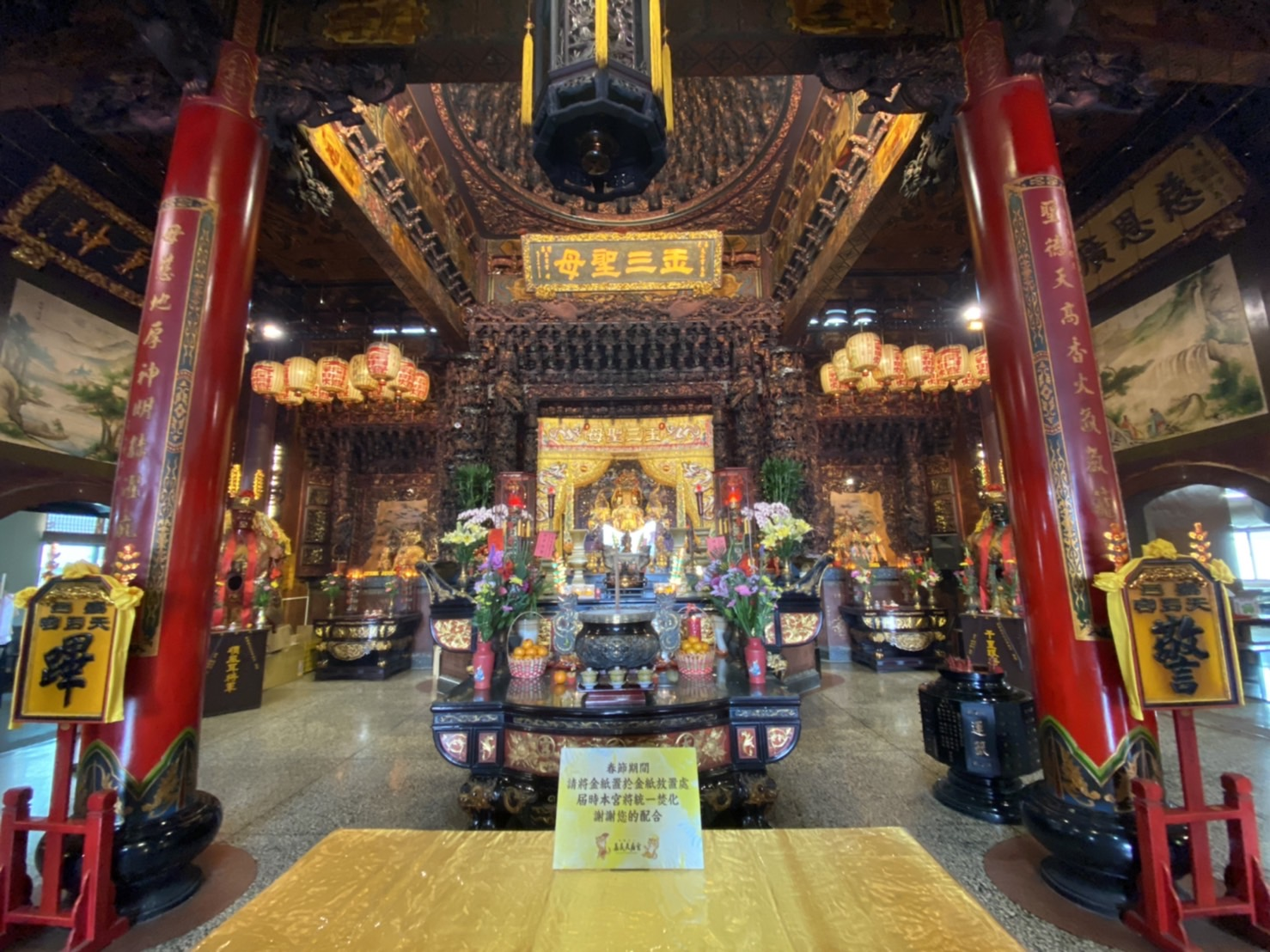
嘉義天后宮正殿全景

嘉義天后宮，主祀天上聖母三媽聖像龍神，原供祀於福建湄州天后宮，緣於1659年（順治十六年）鄭成功來臺時，恭請三尊聖母鎮船隨軍，大媽在鹿耳門登陸，二媽恭奉於山上天后宮，三媽神像隨波漂至大內三崁續授香火，期待玉旨宏揚本源史蹟:59。爾後二媽出巡至三崁邀請三媽龍神至山上天后宮彫像奉祀約百年，於1956年（民國四十五年），有嘉義人士，虔誠往山上天后宮迎請三媽龍神正駕至嘉義第四機械廠旁宿舍設壇濟世，因香火鼎盛，四方善信感謝神恩，踴躍捐獻香錢土地，於1967年（民國五十六年）新建中型宮貌，玉旨：「降賜嘉義天后宮宮號」:59—60。
1973年（民國六十二年）成立財團法人主持宮務，1974年（民國六十三年）間三媽承奉玉旨受命代天巡授，事畢復命加封為「玉三媽」聖號而返廟續位鎮視佑民護國:60。1983年（民國七十二年），增購廟後土地，重建動土奠基，至1989年（民國七十八年）6月完工入火安座。1998年（民國八十七年）陸續興建太歲殿、四季平安斗、會議廳、香客接待室、餐廳、臨時牌樓等工程，於2001年（民國九十年）完工，廟貌壯麗、宏偉:60。

## 奉祀神祇
主祀神明：天上聖母（玉三聖母），陪祀神明：土地公、註生娘娘、二郎神君、九天玄女、五路財神、關聖帝君、月下老人、虎爺公、觀世音菩薩、玄天上帝、王母娘娘、玉皇大帝。

## 其他
另一間稱為嘉義天后宮的媽祖廟，是1717年（康熙五十六年）諸羅縣令周鍾瑄所建的天妃宮，廟址在諸羅城，署之南方，嘉義城隍廟之北，原是諸羅城內三大古廟之一。1791年（乾隆五十六年）嘉義知縣單瑞龍擴大重建後並更名為大天后宮。1906年（明治三十九年）3月時發生了丙午大地震，不幸震垮了當時嘉義市區以及大天后宮，大地震過後為了重整嘉義市區和開闢新道路（今忠孝路、光彩街）而將震垮的大天后宮拆除並未重建。當時信眾將媽祖娘娘的神尊和其它宮內神尊移駕到城隍廟後殿供奉（今媽祖殿）。

## 外部連結
- 嘉義天后宮的Facebook專頁